# Štika (rybník)
Lesní rybníček Štika o rozloze vodní plochy 0,5 ha se nalézá v lese Obora asi 1 km východně od centra obce Kunčice v okrese Hradec Králové. Rybníček je využíván pro chov rybí násady a zároveň slouží jako lokální biocentrum pro rozmnožování obojživelníků.

## Galerie

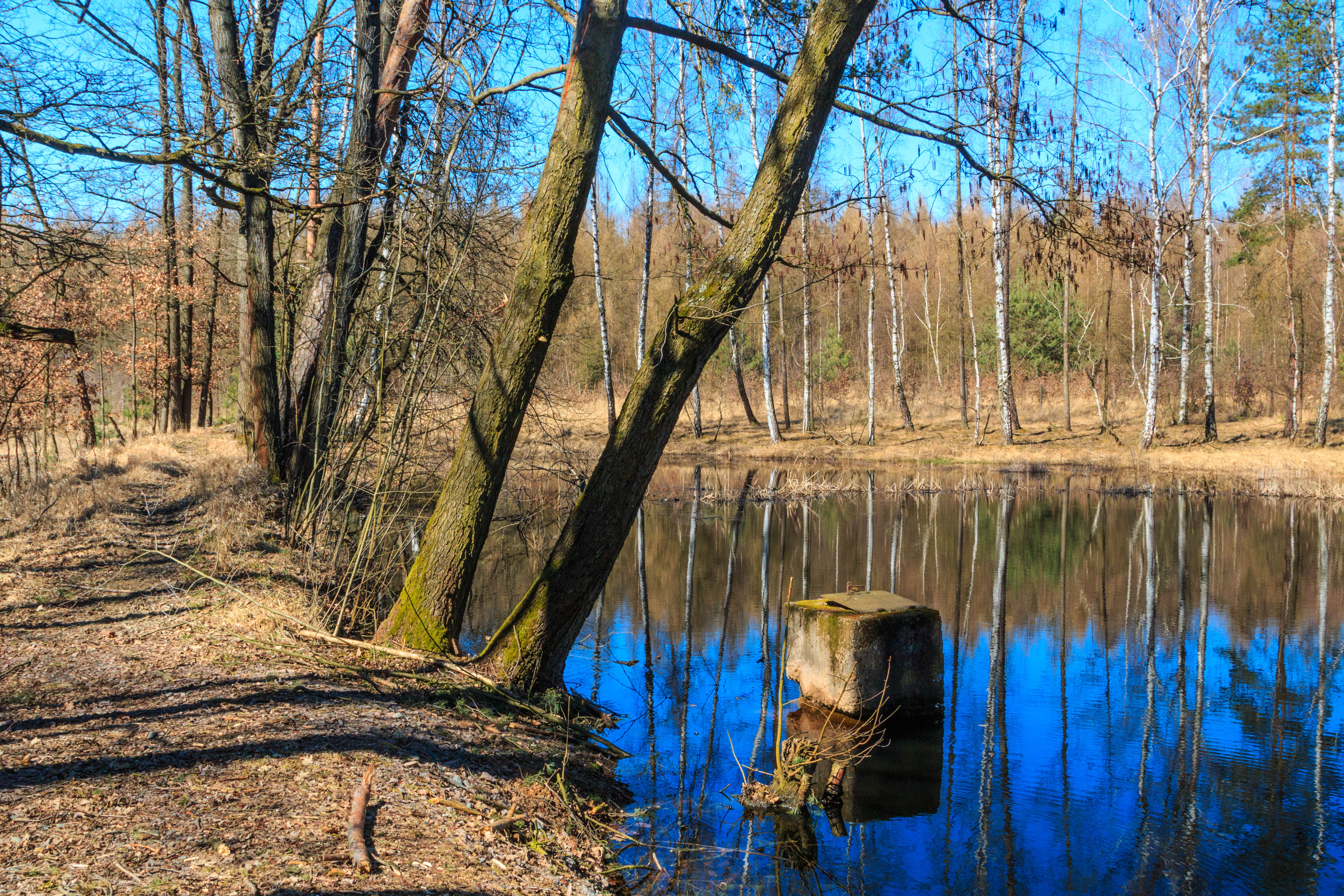
pohled na lesní rybníček Štika
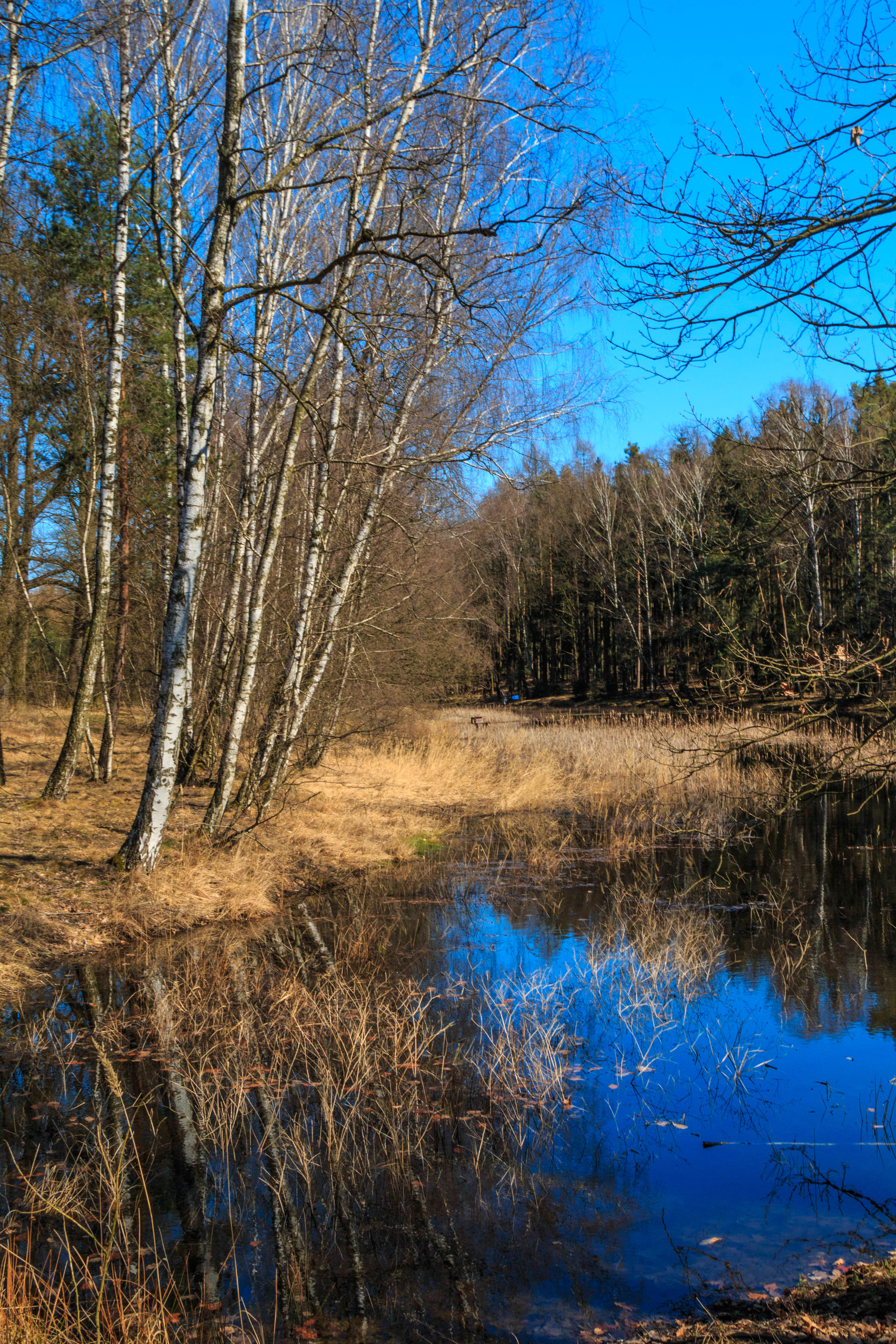
pohled na lesní rybníček Štika
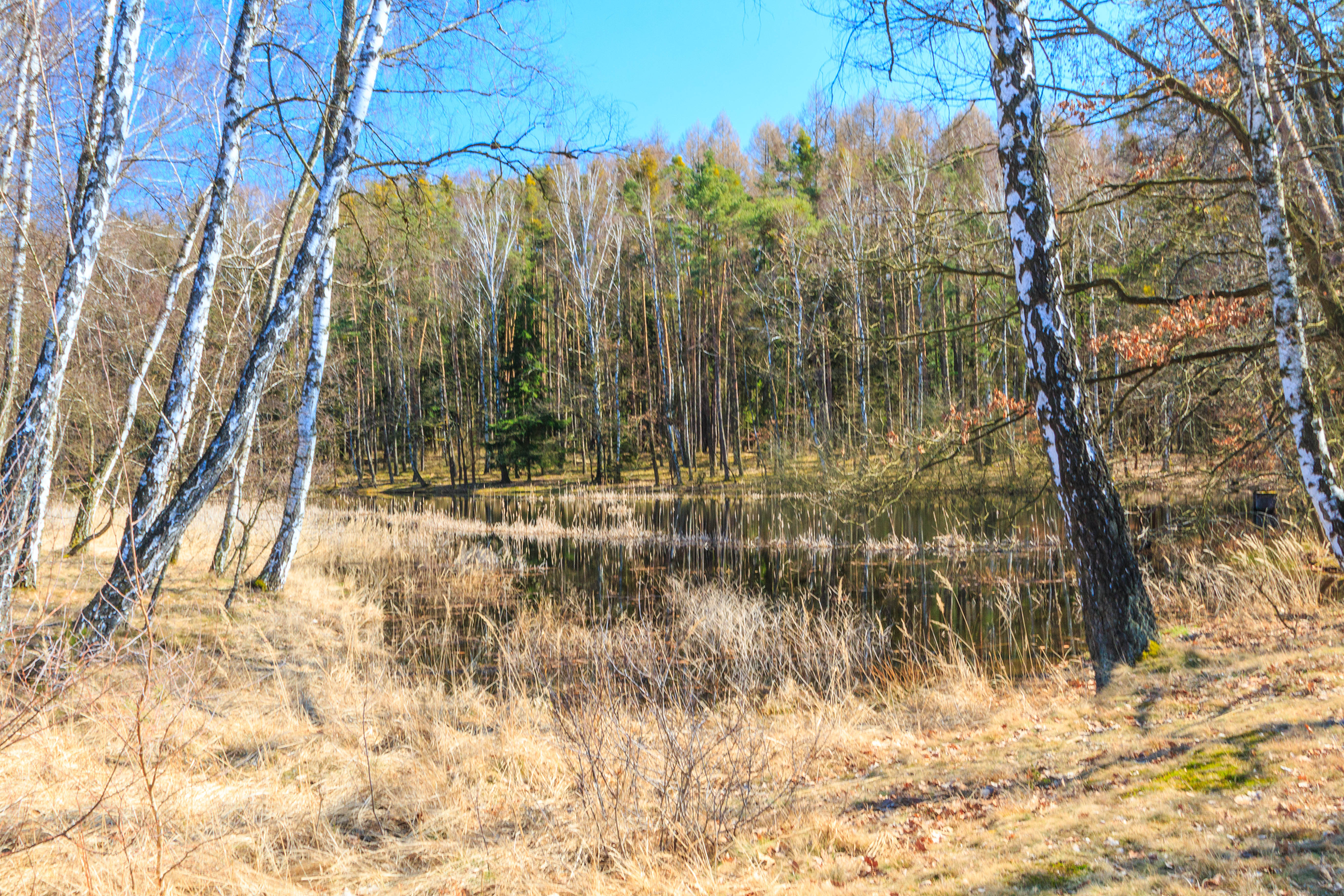
pohled na lesní rybníček Štika
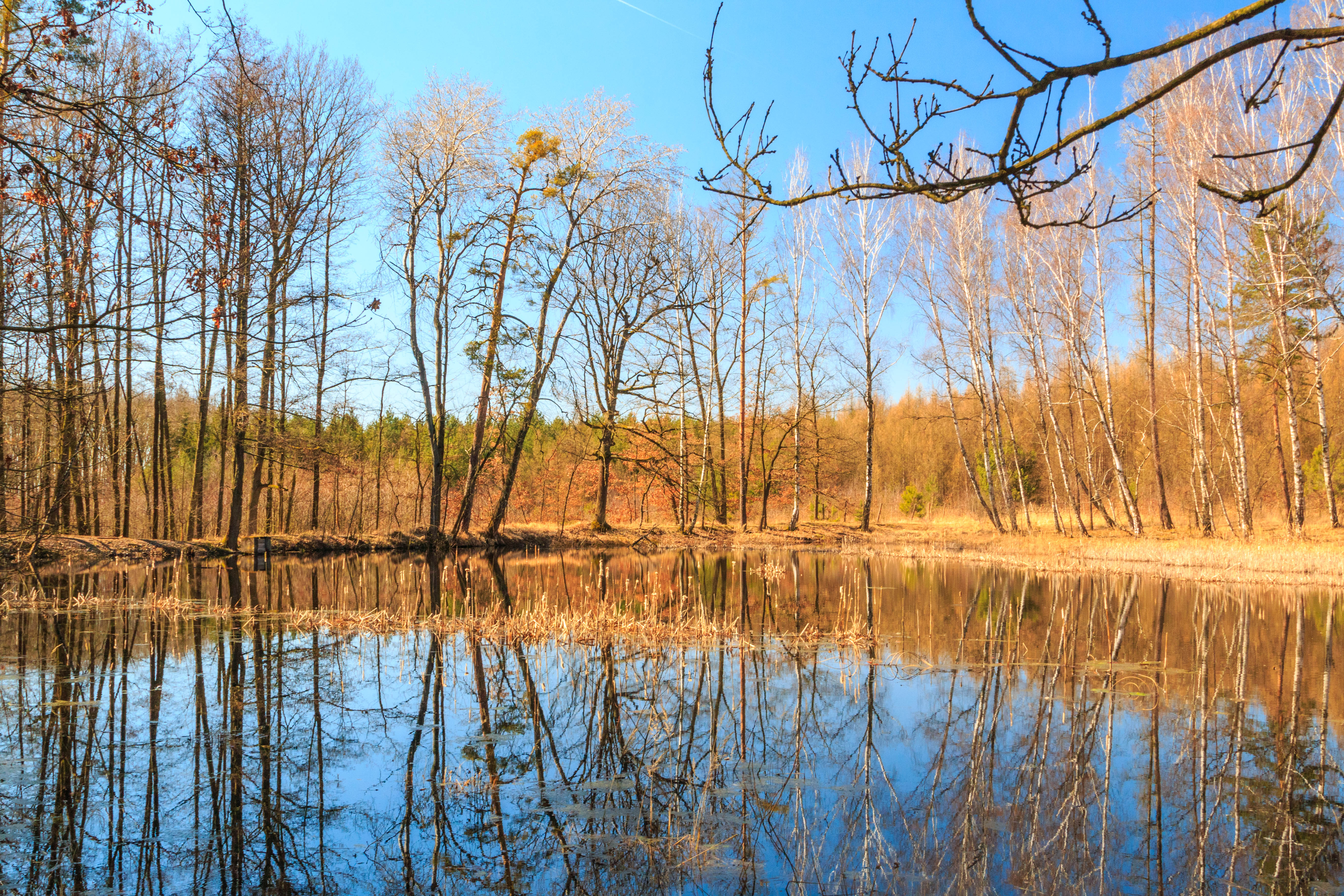
pohled na lesní rybníček Štika